# Cosmopolitismo

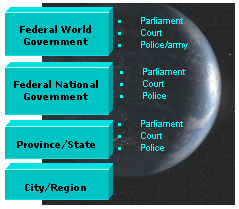
Cosmopolitismo, del griego cosmos Κόσμος (el Universo) y polis Πόλις (ciudad). Es un concepto que excede la idea de un gobierno mundial

El cosmopolitismo es la ideología que postula que todos los seres humanos pertenecen a una sola comunidad, basada en una moral compartida. Una persona que se adhiere a la idea del cosmopolitismo en cualquiera de sus formas se llama cosmopolita. 
Una comunidad cosmopolita podría basarse en una moral inclusiva, una relación económica compartida o una estructura política que abarque a diferentes naciones. En una comunidad cosmopolita, individuos de diferentes lugares (por ejemplo, naciones-estados) forman relaciones de respeto mutuo. Como ejemplo, Kwame Anthony Appiah sugiere la posibilidad de una comunidad cosmopolita en la que individuos de diferentes ubicaciones (físicas, económicas, etc.) entran en relaciones de respeto mutuo a pesar de sus diferentes creencias (religiosas, políticas, etc).
Varias ciudades y lugares, pasados o presentes, han sido o son identificados como "cosmopolitas"; eso no significa necesariamente que todos o la mayoría de sus habitantes abracen conscientemente esta filosofía. Por el contrario, los lugares se pueden llamar "cosmopolitas" simplemente porque personas de diversos orígenes étnicos, culturales y/o religiosos viven en proximidad e interactúan entre sí.
En origen el cosmopolitismo sugiere el establecimiento de una cosmo polis o "estado mundial" que abarcaría a toda la humanidad. El cosmopolitismo ha venido a representar la paz y la armonía entre las naciones, fundada en la comprensión, la tolerancia y la interdependencia.

## Etimología
La palabra deriva del griego antiguo κοσμοπολίτης kosmopolítes ‘ciudadano del mundo’, un compuesto de κόσμος kósmos ‘mundo’ y πολίτης polítes ‘ciudadano’.

## Definiciones
Las definiciones de cosmopolitismo generalmente comienzan con la etimología griega de "ciudadano del mundo". Sin embargo, como señala Appiah, "mundo" en el sentido original significaba "cosmos" o "universo", no la tierra o el globo como el uso actual asume. Una definición que maneja este tema se da en un libro reciente sobre globalización política, por parte del académico Paul James:

El cosmopolitismo puede definirse como una política global que, en primer lugar, proyecta una socialidad de compromiso político común entre todos los seres humanos en todo el mundo y, en segundo lugar, sugiere que esta socialidad debe privilegiarse ética u organizacionalmente sobre otras formas de sociabilidad.

## Filosofía
El cosmopolitismo se remonta a Diógenes de Sinope (n. c. 412 a. C.), el padre fundador de la escuela cínica en la antigua Grecia. Sobre Diógenes se decía: "Cuando se le preguntó de dónde venía, respondió: 'Soy ciudadano del mundo (kosmopolitês)'". En la antigua Grecia, la base más amplia de la identidad social en ese momento era la ciudad-estado individual o los griegos (helenos) como grupo. Los estoicos, que más tarde tomaron la idea de Diógenes y la continuaron desarrollando, típicamente enfatizaron que cada ser humano "habita en [...] dos comunidades: la comunidad local de nuestro nacimiento y la comunidad de la discusión humana y la aspiración". Una forma común de entender el cosmopolitismo estoico es a través del modelo de identidad de círculo de Hierocles que establece que debemos considerarnos círculos concéntricos, el primero en torno al yo, la familia próxima e inmediata, la familia extensa, el grupo local, ciudadanos, compatriotas, humanidad. Dentro de estos círculos, los seres humanos sienten un sentido de "afinidad" o "cariño" hacia los demás, que los estoicos denominan oikeiôsis. La tarea de los ciudadanos del mundo se convierte entonces en "dibujar círculos de alguna manera hacia el centro, haciendo que todos los seres humanos se parezcan más a nuestros compañeros habitantes de la ciudad, y así sucesivamente".
En su ensayo de 1795 Sobre la paz perpetua, Immanuel Kant escenifica un ius cosmopoliticum (ley/derecho cosmopolita) como un principio rector para proteger a las personas de la guerra, y fundamenta moralmente este derecho cosmopolita según el principio de la hospitalidad universal. Kant afirmó que la expansión de la hospitalidad con respecto al "uso del derecho a la superficie de la tierra que pertenece a la raza humana en común, finalmente acercaría a la raza humana a una constitución cosmopolita".
Los conceptos filosóficos de Emmanuel Levinas, sobre la ética, y Jacques Derrida, sobre la hospitalidad, proporcionan un marco teórico para las relaciones entre las personas en sus vidas cotidianas y aparte de cualquier forma de leyes o códigos escritos. Para Levinas, la base de la ética consiste en la obligación de responder al Otro. En Ser para el Otro, escribe que no existe una "ley moral universal", solo el sentido de responsabilidad (bondad, misericordia, caridad) que provoca el Otro, en un estado de vulnerabilidad. La proximidad del Otro es una parte importante del concepto de Levinas: la cara del Otro es lo que impulsa la respuesta.
Para Derrida, la base de la ética es la hospitalidad, la disposición y la inclinación para recibir al Otro en el hogar. La ética, afirma, es hospitalidad. La hospitalidad pura e incondicional es un deseo que subraya la hospitalidad condicional necesaria en nuestras relaciones con los demás. Las teorías de ética y hospitalidad de Levinas y Derrida ofrecen la posibilidad de una aceptación del Otro como diferente pero de igual rango. El aislamiento no es una alternativa factible en el mundo, por lo tanto, es importante considerar la mejor manera de abordar estas interacciones, y determinar qué está en juego para nosotros y los demás: qué condiciones de hospitalidad imponer, y si tenemos o no respondido a la llamada del Otro. Además, ambas teorías revelan la importancia de considerar la mejor manera de interactuar con el Otro y los demás, y lo que está en juego.
Derrida en una entrevista con Bennington (1997) resumió el "cosmopolitismo":

Existe una tradición de cosmopolitismo, y si tuviéramos tiempo podríamos estudiar esta tradición, que nos viene de, por un lado, el pensamiento griego con los estoicos, que tienen un concepto del "ciudadano del mundo". También tiene a San Pablo en la tradición cristiana, también un cierto llamado para un ciudadano del mundo como, precisamente, un hermano. San Pablo dice que todos somos hermanos, que somos hijos de Dios, por lo que no somos extranjeros, pertenecemos al mundo como ciudadanos del mundo; y es esta tradición la que podríamos seguir hasta Kant, por ejemplo, en cuyo concepto de cosmopolitismo encontramos las condiciones para la hospitalidad. Pero en el concepto de lo cosmopolítico en Kant hay una serie de condiciones: en primer lugar, debe, por supuesto, darle la bienvenida al extraño, al extranjero, en la medida en que sea ciudadano de otro país, que le conceda el derecho visitar y no quedarse, y hay varias otras condiciones que no puedo resumir aquí rápidamente, pero este concepto de lo cosmopolítico es muy novedoso, muy digno de respeto (y creo que el cosmopolitismo es algo muy bueno), es un concepto muy limitado.

Otro estado de cosmopolitismo ocurrió después de la Segunda Guerra Mundial. Como reacción al Holocausto y otras masacres, el concepto de crímenes contra la humanidad se convirtió en una categoría generalmente aceptada en el derecho internacional. Esto muestra claramente la apariencia y aceptación de una noción de responsabilidad individual que se considera existe para toda la humanidad.
Los cosmopolitas filosóficos son moralistas universalistas: creen que todos los humanos, y no meramente compatriotas o conciudadanos, están bajo los mismos estándares morales. Los límites entre naciones, estados, culturas o sociedades son, por lo tanto, moralmente irrelevantes. Un ejemplo ampliamente citado de un cosmopolita contemporáneo es Kwame Anthony Appiah.
Algunos filósofos y eruditos sostienen que las condiciones objetivas y subjetivas que surgen en el momento histórico único de hoy, una fase planetaria emergente de la civilización, crea un potencial latente para el surgimiento de una identidad cosmopolita como ciudadanos globales y la posible formación de un movimiento ciudadano global. Estas condiciones objetivas y subjetivas emergentes en la fase planetaria incluyen telecomunicaciones mejoradas y accesibles; viajes espaciales y las primeras imágenes de nuestro frágil planeta flotando en la inmensidad del espacio; la aparición del calentamiento global y otras amenazas ecológicas a nuestra existencia colectiva; nuevas instituciones globales como las Naciones Unidas, la Organización Mundial del Comercio o la Corte Penal Internacional; el auge de las empresas transnacionales y la integración de los mercados a menudo denominado globalización económica; el surgimiento de ONG globales y movimientos sociales transnacionales, como el Foro Social Mundial; y así. La globalización, un término más común, por lo general se refiere más estrechamente a las relaciones económicas y comerciales y pasa por alto las transiciones culturales, sociales, políticas, ambientales, demográficas, de valores y de conocimiento más amplias que tienen lugar.

## El socialismo científico y el cosmopolitismo

Emblema del PCUS

Para el socialismo científico, el cosmopolitismo es una ideología imperialista que socava la soberanía de las naciones. El hecho de negar el sentido nacional, desprecia la necesidad de soberanía que tienen las naciones oprimidas por el colonialismo o neocolonialismo. El socialismo contrapone el cosmopolitismo (negación de las naciones) al internacionalismo (fraternidad entre las naciones).
El Diccionario de filosofía de Frolov de 1984, en orden a la doctrina del XXV Congreso del PCUS, así define al Cosmopolitismo: "(griego kosmopolites: ciudadano del mundo.) Teoría burguesa que llama a renunciar a los sentimientos patrióticos, a la cultura y a las tradiciones nacionales en aras de la “unidad del género humano”. En la forma en que se predica hoy por los ideólogos burgueses, el cosmopolitismo expresa la aspiración del imperialismo al dominio mundial. La propaganda del cosmopolitismo (idea de la creación del gobierno mundial y otras) debilita la lucha de los pueblos por la independencia nacional y la soberanía estatal. El cosmopolitismo es incompatible con el internacionalismo".

## Críticas
El "cosmopolitismo" se convirtió en un arma retórica utilizada por los nacionalistas contra ideas "ajenas" que iban en contra de la ortodoxia. Los judíos europeos fueron frecuentemente acusados de ser "cosmopolitas sin raíces" (rootless cosmopolitans) Josef Stalin, en un discurso de Moscú de 1946, atacó los escritos en los que "el héroe soviético positivo es ridiculizado e inferior ante todo lo extranjero y el cosmopolitismo contra el que todos luchamos desde la época de Lenin, característico de los restos políticos, es muchas veces aplaudido"
En la República Democrática Alemana, el cosmopolitismo se caracterizó como una ideología imperialista burguesa que rechaza el derecho de las naciones a la independencia y la soberanía nacional. Se decía que el cosmopolitismo promovía el desmantelamiento de las tradiciones nacionales y patrióticas y de la cultura nacional. Se decía que era defendido por el imperialismo angloamericano con el objetivo de establecer una hegemonía mundial (Gobierno mundial) que operara en interés del capitalismo monopolista. Su opuesto no era el nacionalismo burgués chauvinista, sino el patriotismo; amor por el lugar de origen, el país de uno. Se decía que el amor a la patria era uno de los sentimientos más profundos del pueblo trabajador, expresado en la lucha contra conquistadores y opresores. El periodista de televisión Jeff Greenfield cree que en el siglo XXI el cosmopolitismo fue visto por Vladímir Putin como una amenaza al nacionalismo ruso, y también por los nacionalistas de Hungría y Polonia. En los tiempos modernos, Stephen Miller, un alto asesor político de la administración Trump, criticó públicamente al reportero de CNN Jim Acosta de mostrar un "sesgo cosmopolita" durante una discusión sobre el nuevo plan de inmigración del gobierno.